# Bruno Krook
Gustaf Bruno Krook, född 20 september 1883 i Ekenäs, död 17 juni 1954 i Bad Homburg, Västtyskland, var en finländsk industriman. 
Krook avlade 1907 ingenjörsexamen vid tekniska högskolan i Karlsruhe. Han var 1912–1929 anställd vid Wilhelm Schaumans fanerfabrik i Jyväskylä, från 1917 som dess verkställande direktör. Han var 1930–1932 direktör för ett fanerföretag i Litauen, 1933–1938 direktör vid Aug. Eklöf Ab i Borgå och 1938–1944 verkställande direktör för Svartå bruks Ab och Tykö bruks Ab. År 1945 blev han styrelseordförande i Wilh. Schauman Ab. Han var 1945–1952 ordförande i Finlands fanerindustriförbund och innehade en mängd andra förtroendeposter i näringslivet. Han tilldelades bergsråds titel. 
Krooks dotter, Stina Krook-Nicolaisen (1919–1987) instiftade 1977 Stina Krooks stiftelse, vars syfte är att stöda och främja bild- och scenkonst med särskilt beaktande av den finlandssvenskarna. Stiftelsen förverkligar sitt ändamål genom att utdela stipendier, understöd och pris åt enskilda personer och institutioner.